# 中华人民共和国最高人民检察院副检察长
中华人民共和国最高人民检察院副检察长是仅次于中华人民共和国最高人民检察院检察长的中华人民共和国最高人民检察院的领导人。

## 任命
《中华人民共和国宪法》规定，全国人民代表大会常务委员会根据最高人民检察院检察长的提请，任免最高人民检察院副检察长。
《中华人民共和国人民检察院组织法》第三十七条规定，“最高人民检察院副检察长由检察长提请全国人民代表大会常务委员会任免。”
《中华人民共和国检察官法》规定，“检察官的任免，依照宪法和法律规定的任免权限和程序办理。”“副检察长应当从检察官、法官或者其他具备检察官条件的人员中产生。”

## 职责
《中华人民共和国人民检察院组织法》第三十六条规定，“人民检察院副检察长协助检察长工作。”
- 第二十六条规定，“人民检察院检察长或者检察长委托的副检察长，可以列席同级人民法院审判委员会会议。”
- 第三十条规定，“……检察委员会由检察长、副检察长和若干资深检察官组成，成员应当为单数。”
- 第三十二条规定，“检察委员会会议由检察长或者检察长委托的副检察长主持。……”

《中华人民共和国检察官法》第七条规定，“检察官的职责：
（一）对法律规定由人民检察院直接受理的刑事案件进行侦查；
（二）对刑事案件进行审查逮捕、审查起诉，代表国家进行公诉；
（三）开展公益诉讼工作；
（四）开展对刑事、民事、行政诉讼活动的监督工作；
（五）法律规定的其他职责。
检察官对其职权范围内就案件作出的决定负责。”
第八条，“人民检察院检察长、副检察长、检察委员会委员除履行检察职责外，还应当履行与其职务相适应的职责。”

## 级别
《中华人民共和国检察官法》第十八条规定，“检察官实行单独职务序列管理。”“检察官等级分为十二级，依次为首席大检察官、一级大检察官、二级大检察官、一级高级检察官、二级高级检察官、三级高级检察官、四级高级检察官、一级检察官、二级检察官、三级检察官、四级检察官、五级检察官。”根据《中华人民共和国检察官等级暂行规定》，中华人民共和国最高人民检察院副检察长为一级大检察官至二级大检察官。
2002年3月21日，中国首次任命了42名首席大检察官、大检察官，梁国庆是中国首次任命的一级大检察官。

## 历届副检察长

### 附：1949年10月－1954年9月（中央人民政府最高人民检察署副检察长）
- 李六如、蓝公武（1949年10月19日任命[2]）
- 高克林（1953年9月26日任命[2]）
- 谭政文（1954年6月22日任命[2]）

### 1954年9月－1959年4月（第一届全国人大期间）
- 梁国斌（1958年6月3日免去）、谭政文
- 李士英（1955年8月6日任命）、黄火青（1955年9月25日任命）、周兴（1958年6月3日任命）

### 1959年4月－1965年1月（第二届全国人大期间）
- 周兴（1962年8月26日免去）、李士英（1962年8月26日免去）、黄火青
- 张苏（1962年8月26日任命）

### 1965年1月－1975年1月（第三届全国人大期间）
- 张苏、黄火青（1965年1月任命[2]）

1975年《中华人民共和国宪法》规定:“检察机关的职权由各级公安机关行使”，取消了人民检察院。1978年《中华人民共和国宪法》恢复人民检察院的建制。

### 1978年3月－1983年6月（第五届全国人大期间）
- 喻屏、张苏；当年6月，恢复后的最高人民检察院正式对外办公。
  - 后任命的副检察长：王甫（1978年12月）、李士英（1978年12月）、陈养山（1979年2月）、郗占元（1979年9月）、关山复（1980年2月）、江文（1981年9月任命）、冯锦汶（1982年5月任命）
- 1982年5月，第五届全国人大常委会决定改组最高人民检察院，设“最高人民检察院顾问”；改组后的副检察长是：李士英、江文、冯锦汶。[3]

### 1983年6月－1988年4月（第六届全国人大期间）
- 李士英（1983年9月免去）、江文（1985年9月免去）、冯锦汶、张灿明（1983年9月－1985年9月）、王晓光（1983年9月任命）、张思卿（1985年9月任命）、梁国庆（1986年6月任命）

### 1988年4月－1993年3月（第七届全国人大期间）
- 冯锦汶（1991年12月免去）、王晓光（1991年12月免去）、张思卿、梁国庆、肖扬（1990年12月任命）、陈明枢（1991年10月任命）、王文元（1992年3月任命）

### 1993年3月－1998年3月（第八届全国人大期间）
- 常务副检察长：梁国庆
- 其他副检察长：肖扬（1993年7月免去）、陈明枢、王文元、赵登举（1993年7月任命）、赵虹（1993年9月任命）、张穹（1995年10月任命）

### 1998年3月－2003年3月（第九届全国人大期间）
- 常务副检察长：梁国庆
- 其他副检察长：胡克惠（女）、赵登举、赵虹、张穹、邱学强（2001年6月任命）、贾春旺（2002年12月任命）、王振川（2002年12月任命）

### 2003年3月－2008年3月（第十届全国人大期间）
- 常务副检察长：梁国庆 → 张耕（2003年10月宣布）
- 其他副检察长：邱学强、胡克惠（2009年6月免去）、赵登举（2004年8月免去）、赵虹（2007年12月免去）、张穹（2003年7月免去）、王振川（2009年6月免去）
孙谦（2003年6月－2004年8月，2007年12月第二次任命）、朱孝清（2004年8月任命）、姜建初（2004年8月任命）

### 2008年3月－2013年3月（第十一届全国人大期间）
- 常务副检察长：张耕 → 胡泽君（女）（2010年6月宣布）
- 其他副检察长：邱学强、朱孝清、孙谦、姜建初、张常韧（2009年6月任命）、柯汉民（2009年6月任命）

### 2013年3月－2018年3月（第十二届全国人大期间）
- 常务副检察长：胡泽君（女，2017年4月免去） → 邱学强（2017年4月升任）
- 其他副检察长：邱学强、朱孝清（2014年4月免去）、孙谦、姜建初（2017年4月免去）、张常韧（2017年2月免去）、柯汉民（2017年2月免去）、李如林（2014年4月任命）、徐显明（2017年2月任命）、张雪樵（2017年4月任命）

### 2018年3月－2023年3月（第十三届全国人大期间）
- 常务副检察长：邱学强（2020年5月免职） → 童建明（2020年5月升任）
- 其他副检察长：徐显明（2018年4月免职）、孙谦、李如林（2018年10月免职）、张雪樵、童建明（2018年6月任命）、陈国庆（2018年6月任命）、杨春雷（2020年11月－2023年2月）、应勇（正部长级，2022年9月任命）

### 2023年3月－（第十四届全国人大期间）
- 常务副检察长：童建明（正部長級，2020年5月升任）
- 其他副检察长：孙谦、张雪樵、童建明（2018年6月任命）、陈国庆（2018年6月任命）